# 郭层城
郭层城（1952年—），男，汉族，甘肃兰州人，中华人民共和国政治人物，曾任中国国民党革命委员会中央委员会常务委员、甘肃省委员会主任委员，第十一届全国政协委员。

## 生平
2008年，当选第十一届全国政协委员，代表中国国民党革命委员会，分入第三组。2009年8月，中华职业教育社第十次全国代表大会召开，他出任中华职业教育社第十届理事会常务理事。